# Fortean Times
Fortean Times è una rivista britannica dedicata al paranormale, all'ufologia e ai fenomeni anomali. Il nome si ispira a Charles Fort, studioso di fenomeni anomali.

## Storia
La rivista fu fondata da Robert Rickard e il primo numero uscì nel novembre 1973. Inizialmente la rivista si chiamava The News, usciva in formato digest ed aveva una periodicità bimestrale; il testo era scritto a macchina e successivamente veniva fotocopiato e rilegato. Lo stesso Rickard fu il primo editore e direttore. Dal secondo numero cominciarono ad apparire disegni e foto in bianco e nero.
Nel giugno del 1976, in coincidenza con il numero 16, la rivista cambiò nome e divenne Fortean Times. Dalla primavera del 1977, in coincidenza con il numero 21, la rivista divenne trimestrale. Nel 1978 Paul Sieveking cominciò a collaborare con la rivista, diventandone condirettore. Nel 1979, a partire dal numero 29, Fortean Times passò alla stampa professionale. Dal successivo n. 30 l'editore della rivista divenne la Fortean Times Ltd. Rickard rimase alla direzione, ma nel 1983 la direzione passò a Sieveking; l'anno successivo Rickard tornò a collaborare con la rivista in qualità di condirettore. Nel corso degli anni ottanta la rivista passò alla stampa a colori ed al formato A4. Dal 1991 la rivista fu pubblicata dalla John Brown Publishing. Nel 1999 Fortean Times passò alla periodicità mensile. Nel 2001 la rivista passò alla casa editrice I Feel Good Publishing. L'anno successivo la direzione di Fortean Times passò a David Sutton, ma Sieveking e Rickard continuarono a collaborare scrivendo articoli. Dal 2005 la rivista è pubblicata dalla casa editrice Dennis Publishing Ltd.
Nel dicembre del 2011 la tiratura di Fortean Times era maggiore di 17 000 copie mensili. La rivista ha anche un sito internet.

## Contenuti
La rivista si occupa di fenomeni paranormali, parapsicologia, ufologia, criptozoologia, fenomeni religiosi (stimmate, apparizioni, miracoli, ecc.), fantasmi, teorie del complotto, leggende metropolitane, fenomeni fortiani e altri fenomeni anomali.
Ogni numero include di solito tre o quattro articoli principali e alcune rubriche, tra cui Strange Days (rassegna di notizie strane dai quotidiani di tutto il mondo), Mythconceptions (dove si effettua la demistificazione di certi miti moderni) e Classical Corner (dove si raccontano eventi fortiani del passato).
Tra i principali collaboratori vi sono il naturalista Karl Shuker per la criptozoologia e gli ufologi Jenny Randles e David Clarke (sostenitore dell'ipotesi psicosociale sugli UFO).
Alcuni articoli non hanno mancato di suscitare polemiche, come quello pubblicato nell'agosto 2000 da James Easton, in cui l'autore spiegava l'avvistamento UFO di Kenneth Arnold con uno stormo di pellicani bianchi. Prendendo spunto dall'articolo, l'ufologo Jerome Clark ha coniato il termine "pellicanisti" come peggiorativo in luogo di debunker.

## Convegno annuale
Dal 1994 la rivista organizza a Londra un convegno annuale (sono saltati gli anni 2001, 2005 e 2009) in cui vengono trattati argomenti di attualità legati ai temi della rivista, come il filmato dell'autopsia dell'extraterrestre divulgato da Ray Santilli e il Codice da Vinci, ma anche altri argomenti legati a teorie del complotto, come la morte della principessa Diana. Nel 2002 il titolo del soggetto trattato era: L'ufologia è morta?; la notizia è stata ampiamente divulgata dai mass media britannici, che hanno riportato che al convegno di Fortean Times era stato detto che L'ufologia è morta.